# Фэрис, Анна
А́нна Кэй Фэ́рис (англ. Anna Kay Faris, /ˈɑːnə ˈfærɪs/; род. 29 ноября 1976, Балтимор, Мэриленд, США) — американская комедийная актриса, певица и продюсер.
Прославилась ролью Синди Кэмпбелл в серии фильмов «Очень страшное кино» (2000, 2001, 2003, 2006). Также известна по ролям в фильмах «Трудности перевода» (2003), «Горбатая гора» (2005), «Моя супер-бывшая» (2006), «Мальчикам это нравится» (2008), «Сколько у тебя?» (2011), «Диктатор» (2012), «Даю год» (2013) и «За бортом» (2018). В 2013—2020 годы Фэрис играла одну из ведущих ролей в ситкоме телеканала CBS «Мамаша».

## Биография
Анна Фэрис родилась в Балтиморе. Её мать — Карен, работала учительницей в школе Seaview Elementary School. Отец — Джек Фэрис, работал социологом в Вашингтонском университете. У неё есть младший брат Роберт, который также работает профессором социологии в Калифорнийском университете в Дейвисе. Фэрис имеет шотландские, ирландские, английские, немецкие и французские корни. В 6 лет Фэрис вместе с семьёй переехала в Эдмондс.
Родители одобряли стремление Анны стать актрисой, и в 9-летнем возрасте она сыграла свою первую роль в Сиэтлском театре. В 14 лет, во время учёбы в Эдмондской средней школе, она появилась в телерекламе замороженного йогурта. После окончания Эдмондской средней школы она поступила в Вашингтонский университет, где изучала английскую литературу.
Первой большой ролью в кино для неё стала роль Джанелль Бэй в фильме «Переулок влюблённых» (1999). Следующей ролью, принёсшей ей популярность, стала Синди Кэмпбелл в фильме «Очень страшное кино» (2000). Она также сыграла её в последующих трёх продолжениях. Для роли Фэрис, будучи натуральной блондинкой, перекрасила волосы в чёрный цвет, после чего ошибочно стала считаться брюнеткой.
В 2003 году, когда завершались кастинги на фильм «Трудности перевода», Фэрис в самый последний момент получила роль. Далее она появилась во второстепенных ролях в фильмах «Горбатая гора» (2005), «Моя супер-бывшая» (2006). В 2007 году за роль в фильме «Хохотушка» Фэрис была удостоена премии Stony Award.
Летом 2007 года Анна снялась в трёх эпизодах телесериала «Красавцы» как приглашённая звезда. В следующем году исполнила роль модели Шелли, которая работает в журнале Playboy, в комедии «Мальчикам это нравится». Она также была продюсером этого фильма. Также озвучила Сэм Спаркс в мультфильме «Облачно, возможны осадки в виде фрикаделек» (2009) и бурундучиху Джанет в фильмах «Элвин и бурундуки 2» (2009) и «Элвин и бурундуки 3» (2011).
С 2013 по 2020 год Фэрис снималась в ситкоме «Мамаша», где играла главную роль Кристи Планкетт, выздоравливающей от алкогольной и наркотической зависимости женщины.

## Отзывы и появления в СМИ

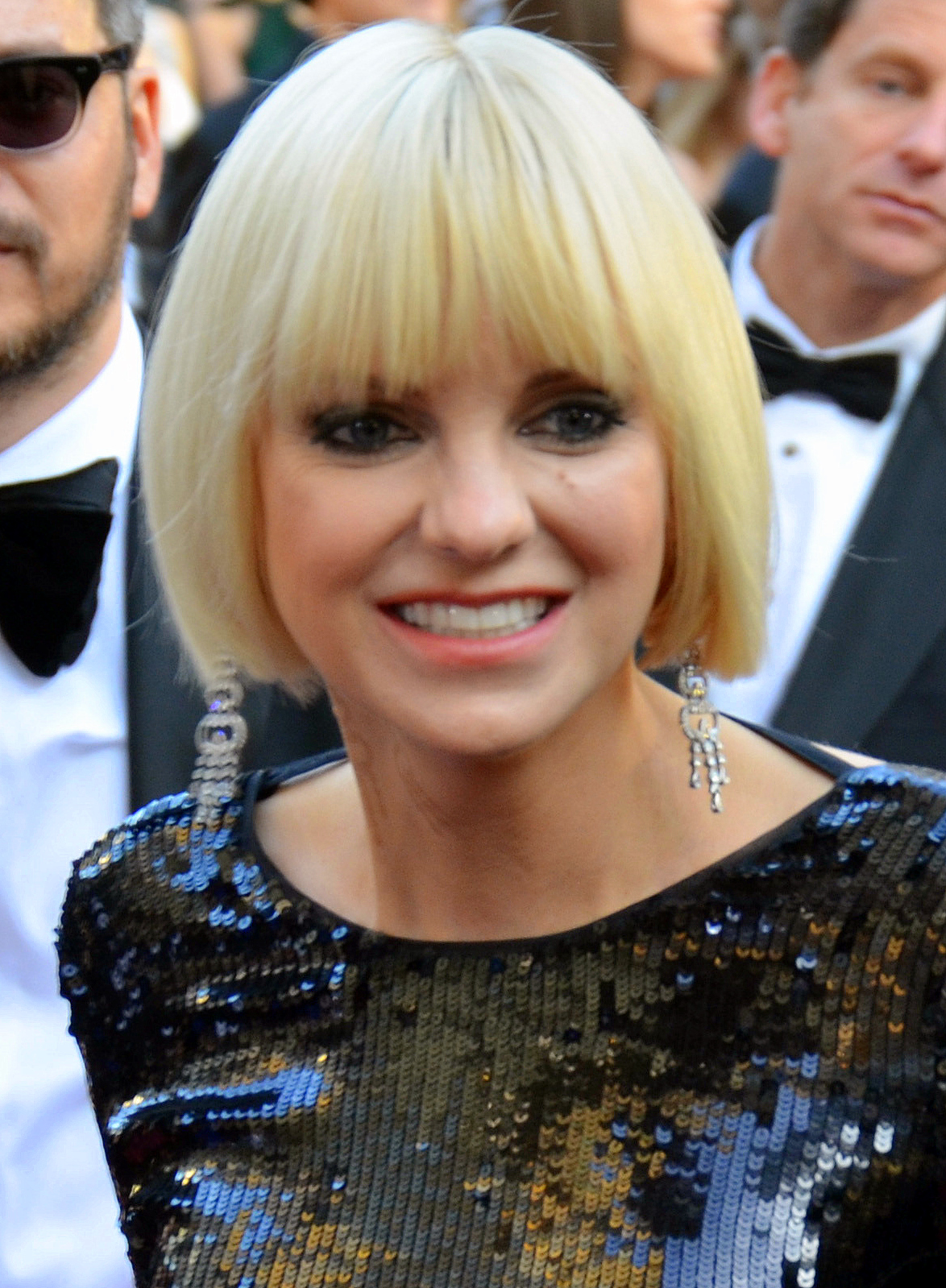
Анна Фэрис на 84-й церемонии вручения премии «Оскар», 26 февраля 2012 года

Фэрис появилась на обложках журналов Raygun, Playboy, Self, Cosmopolitan и других. По версии журнала Maxim Анна заняла 57, 39 и 42 места в списке «Hot 100 list» в 2004, 2009 и 2010 годах соответственно. По версии журнала FHM в 2009 году она заняла 60-е место в списке «100 самых сексуальных женщин в мире», и 96-е место в 2010 году. Сайт AskMen разместил её на 78 месте в списке «100 самых желанных женщин в мире» в 2009 году.
В 2010 году Cosmopolitan назвал её «Забавной и бесстрашной женщиной года» и пояснил: «Она заставляет нас смеяться и сжиматься от страха, раздвигая границы комедии так, как не удаётся никакой другой актрисе».
Тад Фрэнд в The New Yorker описал Фэрис как «самую оригинальную комическую актрису Голливуда».

## Личная жизнь
В 1999 году во время съёмок фильма «Переулок влюблённых» Фэрис встретила своего первого мужа Бена Индра. В том же году они начали встречаться и в июне 2004 года пара поженилась. В апреле 2007 года Анна подала на развод, сославшись на «непримиримые разногласия». В феврале 2008 года, когда бракоразводный процесс был завершён, Фэрис выплатила Бену компенсацию в размере 900 тыс. долларов.
В 2007 году на съёмках фильма «Отвези меня домой» Фэрис познакомилась с актёром Крисом Прэттом, с которым стала встречаться. В январе 2009 года они обручились, а 9 июля 2009 года поженились. 21 августа 2012 года у супругов родился сын Джек. В августе 2017 года Фэрис и Прэтт объявили о расставании, а 1 декабря того же года Прэтт подал на развод, который был завершён в октябре 2018 года.
В 2019 году во время празднования Дня благодарения вместе с семьёй и друзьями в арендованном пансионате в Лейк-Тахо (Калифорния) у Фэрис и несколько человек ухудшилось самочувствие, причём у двух гостей было диагностировано отравление угарным газом. Проверившие арендованный дом специалисты обнаружили превышение допустимого уровня монооксида углерода в жилом пространстве в шесть раз.

## Фильмография
| Год       |     | Русское название                                   | Оригинальное название                        | Роль                            |
| --------- | --- | -------------------------------------------------- | -------------------------------------------- | ------------------------------- |
| 1991      | тф  | Обман: Тайна матерей                               | Deception: A Mother's Secret                 | Лиз                             |
| 1996      | ф   | Эдем                                               | Eden                                         | Дити                            |
| 1999      | кор | Шлюхи                                              | Skanks                                       | Доун                            |
| 1999      | ф   | Переулок влюбленных                                | Lovers Lane                                  | Джаннель Бэй                    |
| 2000      | ф   | Очень страшное кино                                | Scary Movie                                  | Синди Кэмпбелл                  |
| 2001      | ф   | Очень страшное кино 2                              | Scary Movie 2                                | Синди Кэмпбелл                  |
| 2002      | ф   | Мэй                                                | May                                          | Полли                           |
| 2002      | ф   | Цыпочка                                            | The Hot Chic                                 | Эйприл                          |
| 2002—2004 | мс  | Царь горы                                          | King of the Hill                             | Лиза / Обкуренная цыпочка-хиппи |
| 2003      | ф   | Просто праздник какой-то!                          | Winter Break                                 | Жасмин                          |
| 2003      | ф   | Трудности перевода                                 | Lost in Translation                          | Келли                           |
| 2003      | ф   | Очень страшное кино 3                              | Scary Movie 3                                | Синди Кэмпбелл                  |
| 2003      | кор | Лучшее правописание                                | Spelling Bee                                 | Джейн Коннелли                  |
| 2004      | с   | Друзья                                             | Friends                                      | Эрика                           |
| 2005      | ф   | Южные красотки                                     | Southern Belles                              | Белл Скотт                      |
| 2005      | ф   | Горбатая гора                                      | Brokeback Mountain                           | Лэшон Мэлоун                    |
| 2005      | ф   | Большая жратва                                     | Waiting…                                     | Серена                          |
| 2005      | ф   | Просто друзья                                      | Just Friends                                 | Саманта Джеймс                  |
| 2005      | тф  | Голубые небеса                                     | Blue Skies                                   | Сара                            |
| 2006      | ф   | Очень страшное кино 4                              | Scary Movie 4                                | Синди Кэмпбелл                  |
| 2006      | ф   | Моя супер-бывшая                                   | My Super Ex-Girlfriend                       | Ханна Льюис                     |
| 2006      | ф   | Обречённые сердца                                  | Guilty Hearts                                | Джейн Коннелли                  |
| 2007      | ф   | Хохотушка                                          | Smiley Face                                  | Джейн Ф.                        |
| 2007      | с   | Красавцы                                           | Entourage                                    | камео                           |
| 2007      | ф   | Маменькин сынок                                    | Mama's Boy                                   | Нора Фланниган                  |
| 2008      | ф   | Мальчикам это нравится                             | The House Bunny                              | Шелли Дарлингсон                |
| 2008      | кор | Спленэктомия                                       | The Spleenectomy                             | Даниэль / доктор Филдс          |
| 2009      | ф   | Часто задаваемые вопросы о путешествиях во времени | Frequently Asked Questions About Time Travel | Кэйсси                          |
| 2009      | ф   | Типа крутой охранник                               | Observe and Report                           | Брэнди                          |
| 2009      | мф  | Облачно, возможны осадки в виде фрикаделек         | Cloudy with a Chance of Meatballs            | Сэм Спаркс                      |
| 2009      | ф   | Элвин и бурундуки 2                                | Alvin and the Chipmunks: The Squeakquel      | Джанетт Миллер                  |
| 2010      | ф   | Медведь Йоги                                       | Yogi Bear                                    | Рэйчел Джонсон                  |
| 2011      | ф   | Отвези меня домой                                  | Take Me Home Tonight                         | Венди Франклин                  |
| 2011      | ф   | Сколько у тебя?                                    | What's Your Number?                          | Элли Дарлинг                    |
| 2011      | ф   | Элвин и бурундуки 3                                | Alvin and the Chipmunks: Chipwrecked         | Джанетт Миллер                  |
| 2012      | ф   | Диктатор                                           | The Dictator                                 | Зои                             |
| 2013      | ф   | Муви 43                                            | Movie 43                                     | Джули                           |
| 2013      | ф   | Даю год                                            | I Give It a Year                             | Хлоя                            |
| 2013      | мф  | Облачно... 2: Месть ГМО                            | Cloudy with a Chance of Meatballs 2          | Сэм Спаркс                      |
| 2013—2020 | с   | Мамаша                                             | Mom                                          | Кристи Планкетт                 |
| 2014      | ф   | Мачо и ботан 2                                     | 22 Jump Street                               | Анна                            |
| 2015      | ф   | Элвин и бурундуки: Грандиозное бурундуключение     | Alvin and the Chipmunks: The Road Chip       | Джанетт Миллер                  |
| 2016      | ф   | Киану                                              | Keanu                                        | камео                           |
| 2017      | мф  | Эмоджи фильм                                       | The Emoji Movie                              | Джейлбрейк / Принцесса Линда    |
| 2017      | ки  |                                                    | The Emoji Movie Virtual Reality eXperience   | Джейлбрейк                      |
| 2018      | ф   | За бортом                                          | Overboard                                    | Кейт Салливан                   |
| 2018      | с   | Шоу Джоэла МакХэйла с Джоэлем МакХейлом            | The Joel McHale Show with Joel McHale        | Сэнди                           |
| 2019      | вс  | Геи престолов                                      | Gay of Thrones                               | камео                           |
| 2021      | мс  | Мой питомец - псих                                 | HouseBroken                                  | маленький кролик / Шартрез      |
| 2022      | ф   | Очень плохая семейка                               | The Estate                                   | Саванна                         |
| 2022      | мс  | Симпсоны                                           | The Simpsons                                 | Эшли                            |
| 2024      | ф   | Мой шпион: Вечный город                            | My Spy: The Eternal City                     | Нэнси                           |
| 2024      | с   | Это Флорида, чувак                                 | It's Florida, Man                            | Уитни                           |
| 2026      | мф  | История игрушек 5                                  | Toy Story 5                                  |                                 |
|           | мф  | Невероятный мир волшебных игрушек                  | I, Object                                    |                                 |
|           | ф   | Спа-уикенд                                         | Spa Weekend                                  |                                 |
|           | ф   | Туннели                                            | Tunnels                                      |                                 |

### Подкасты
| Год         | Название                       | Роль               | Примечания |
| ----------- | ------------------------------ | ------------------ | ---------- |
| 2015 — н.в. | Неквалифицированная Анна Фэрис | N/A                | [ 28 ]     |
| 2023        | The Peepkins                   | Командирский отсек | [ 29 ]     |

## Награды и номинации
Полный список наград и номинаций на сайте IMDb.com.
| Награда                        | Год  | Категория                              | Работа                 | Результат |
| ------------------------------ | ---- | -------------------------------------- | ---------------------- | --------- |
| Fangoria Chainsaw Awards       | 2004 | Лучшая актриса второго плана           | Мэй                    | Победа    |
| Fangoria Chainsaw Awards       | 2006 | Chick You Don’t Wanna Mess With        | Очень страшное кино 4  | Номинация |
| Готэм                          | 2005 | Лучший актёрский состав                | Горбатая гора          | Номинация |
| MTV Movie Awards               | 2001 | Женский прорыв                         | Очень страшное кино    | Номинация |
| MTV Movie Awards               | 2001 | Лучший поцелуй                         | Очень страшное кино    | Номинация |
| MTV Movie Awards               | 2006 | Лучший поцелуй                         | Просто друзья          | Номинация |
| MTV Movie Awards               | 2007 | Лучшая драка                           | Моя супер-бывшая       | Номинация |
| MTV Movie Awards               | 2009 | Лучшая комедийная роль                 | Мальчикам это нравится | Номинация |
| Премия Гильдии киноактёров США | 2006 | Лучший актёрский состав в игровом кино | Горбатая гора          | Номинация |
| Teen Choice Awards             | 2006 | Лучшая актриса                         | Просто друзья          | Номинация |
| Teen Choice Awards             | 2006 | Лучшая актриса                         | Просто друзья          | Номинация |
| Teen Choice Awards             | 2011 | Выбор актрисы кино: Комедия            | Отвези меня домой      | Номинация |
| Stony Award                    | 2007 | Лучшая актриса                         | Хохотушка              | Победа    |
| CinemaCon Award                | 2012 | Комедийная звезда года                 | н/д                    | Победа    |